# Sandi
Sandi là một thành phố và là nơi đặt ban đô thị (municipal board) của quận Hardoi thuộc bang Uttar Pradesh, Ấn Độ.

## Địa lý
Sandi có vị trí 27°18′B 79°57′Đ / 27,3°B 79,95°Đ Nó có độ cao trung bình là 134 mét (439 feet).

## Nhân khẩu
Theo điều tra dân số năm 2001 của Ấn Độ, Sandi có dân số 23.233 người. Phái nam chiếm 54% tổng số dân và phái nữ chiếm 46%. Sandi có tỷ lệ 49% biết đọc biết viết, thấp hơn tỷ lệ trung bình toàn quốc là 59,5%: tỷ lệ cho phái nam là 56%, và tỷ lệ cho phái nữ là 41%. Tại Sandi, 17% dân số nhỏ hơn 6 tuổi.